# 兵庫県道570号有馬富士公園線
兵庫県道570号有馬富士公園線（ひょうごけんどう570ごう ありまふじこうえんせん）は、兵庫県三田市を通る一般県道である。

## 概要
三田市志手原から三田市福島に至る。
三田市志手原から三田市街地を避け、JR西日本福知山線 新三田駅・ウッディータウン方面へ抜けるバイパス道路として機能している。

### 路線データ
- 起点：三田市志手原（有馬富士公園口交差点、兵庫県道37号三田後川上線交点、兵庫県道68号川西三田線終点）
- 終点：三田市福島（新三田駅前交差点、国道176号交点）
- 総延長：1.458 キロメートル

## 地理

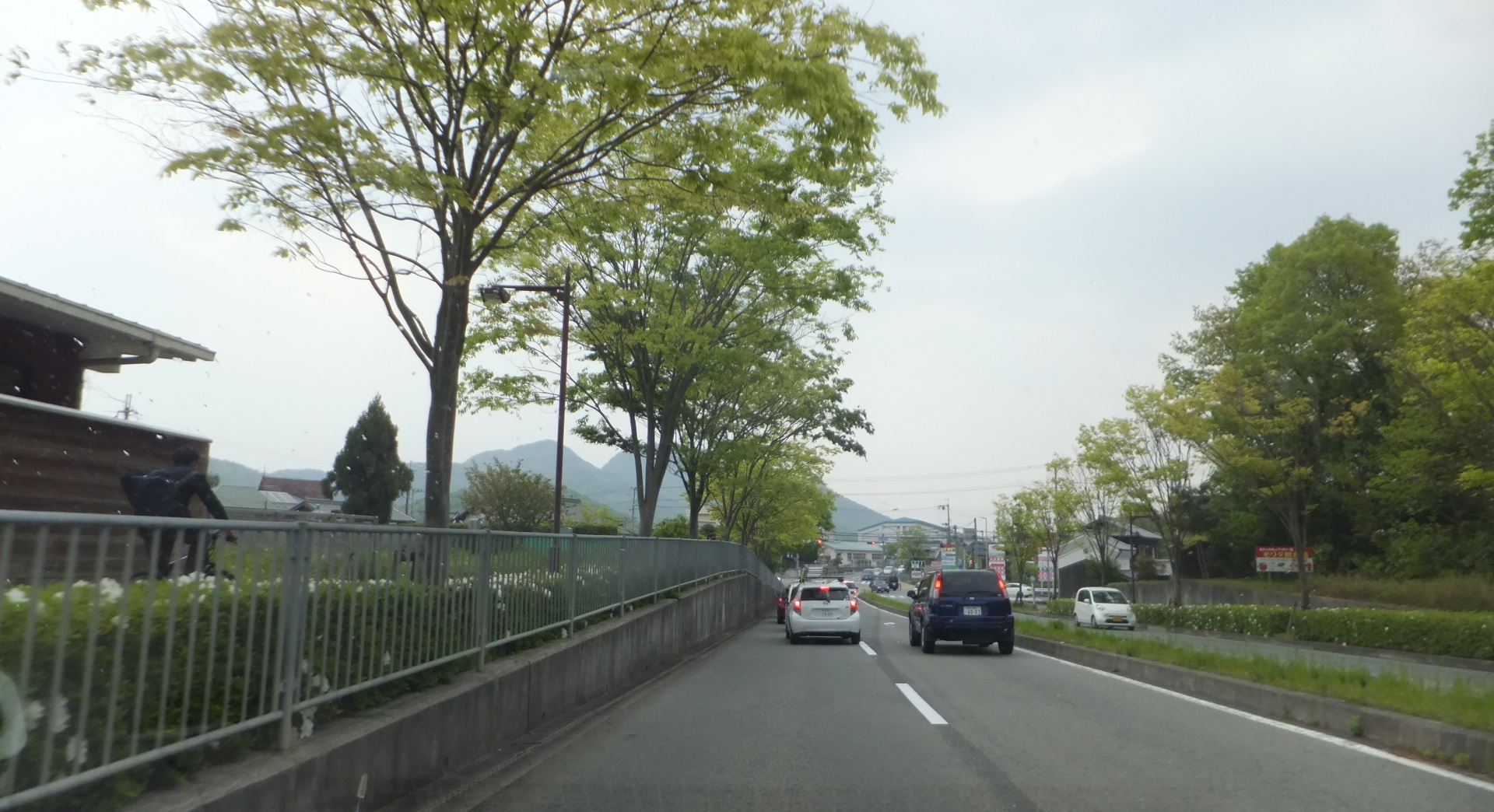
起点付近
三田市志手原で撮影

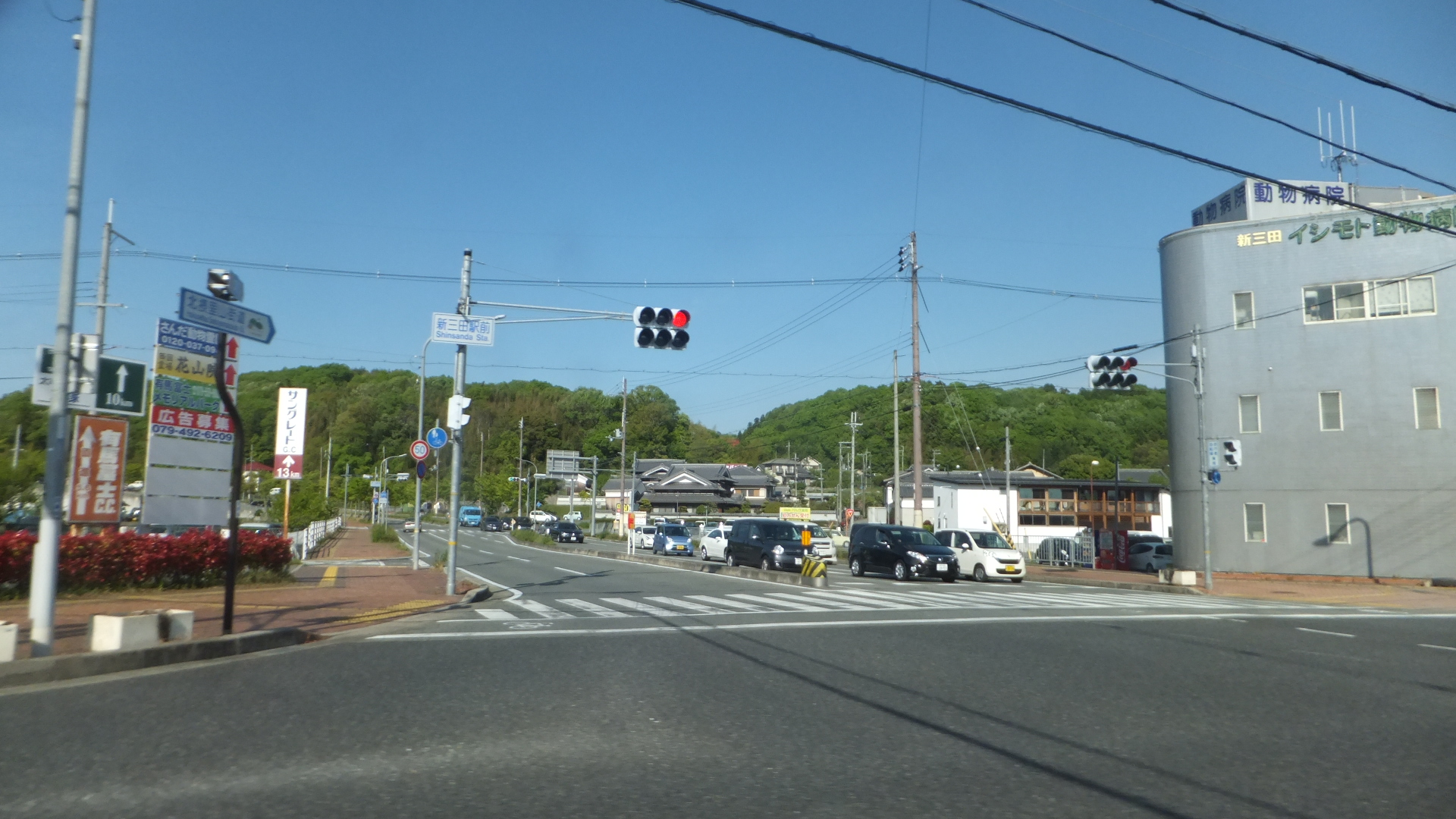
終点付近
三田市福島で撮影

### 通過する自治体
- 三田市

### 交差する道路
| 交差する道路                                    | 交差する場所 | 交差する場所                |
| ----------------------------------------------- | ------------ | --------------------------- |
| 兵庫県道37号三田後川上線 兵庫県道68号川西三田線 | 志手原       | 有馬富士公園口交差点 / 起点 |
| 国道176号                                       | 福島         | 新三田駅前交差点 / 終点     |

### 沿線
- 三田市立志手原小学校
- 三田市立上野台中学校
- 三田警察署 志手原駐在所
- 兵庫県立高等特別支援学校
- 兵庫県立上野ケ原特別支援学校
- 兵庫県立有馬富士公園
- 福島郵便局
- JR西日本福知山線 新三田駅